# BMW iX
BMW iX (код розробки: I20) — повнорозмірний люксовий електричний кросовер (SUV), що був презентований публіці в листопаді 2020 року і виготовляється німецьким виробником автомобілів BMW з кінця 2021 року.

## Опис

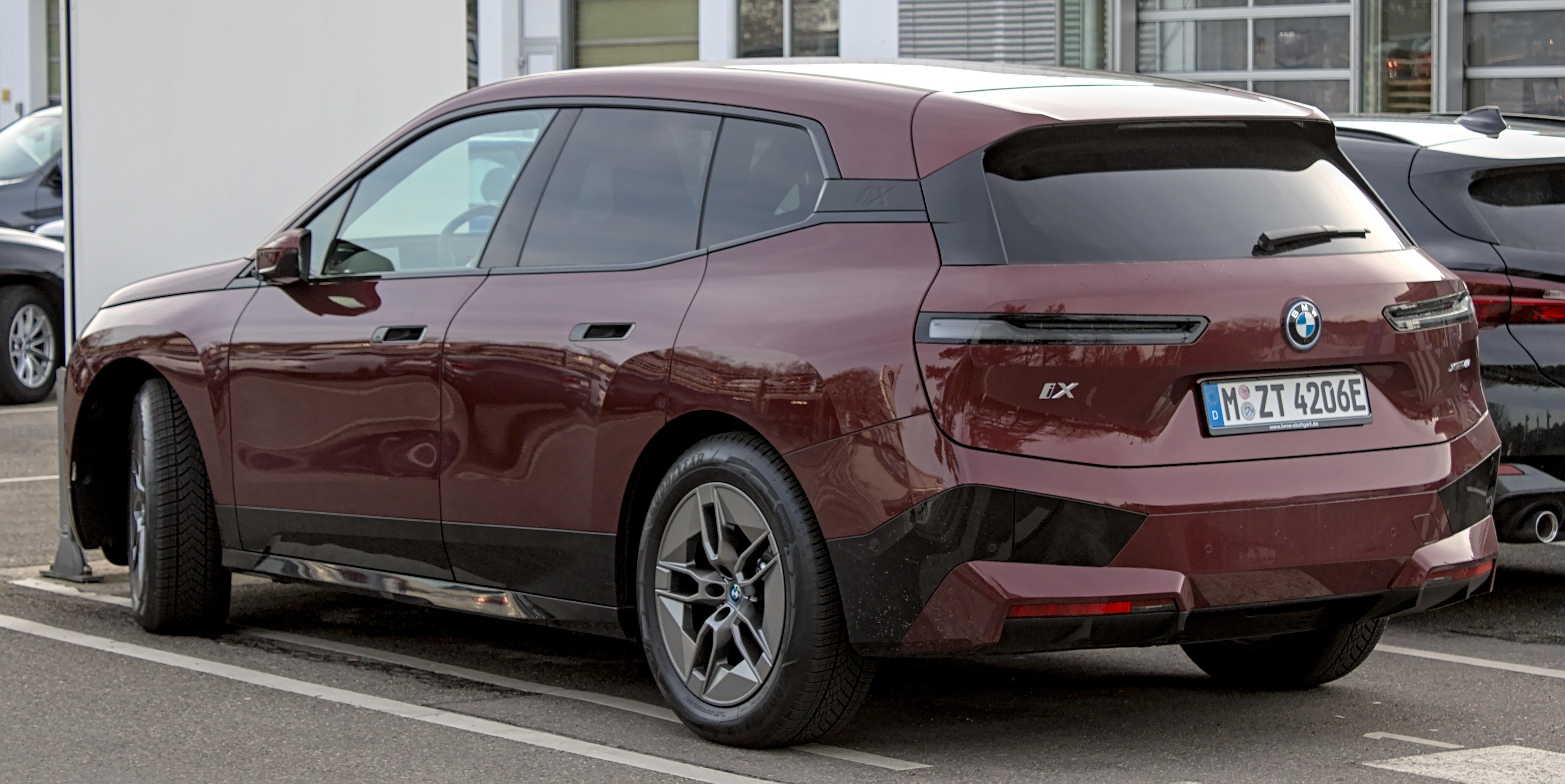
BMW iX (2021–2025)

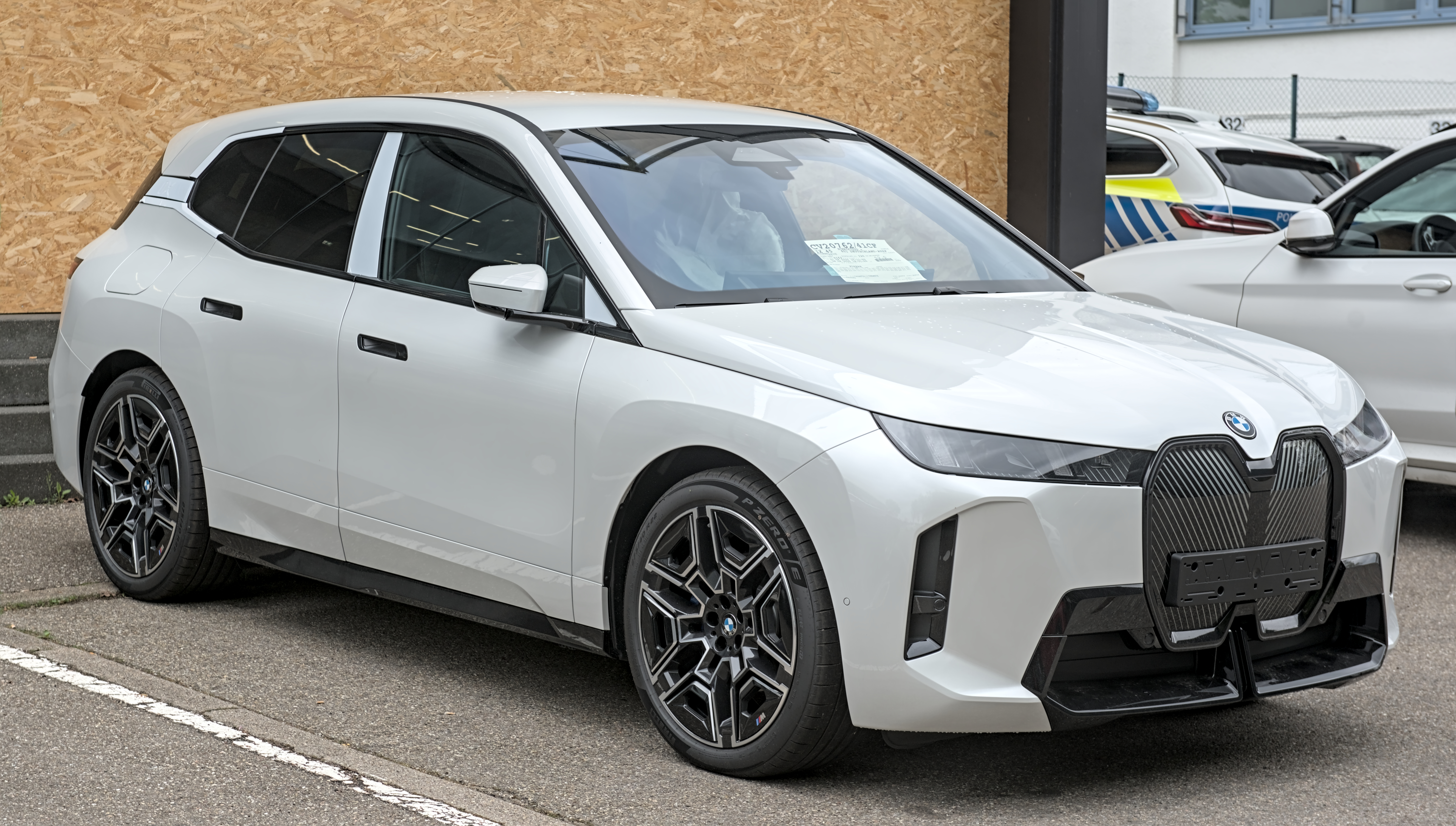
BMW iX (з 2025)

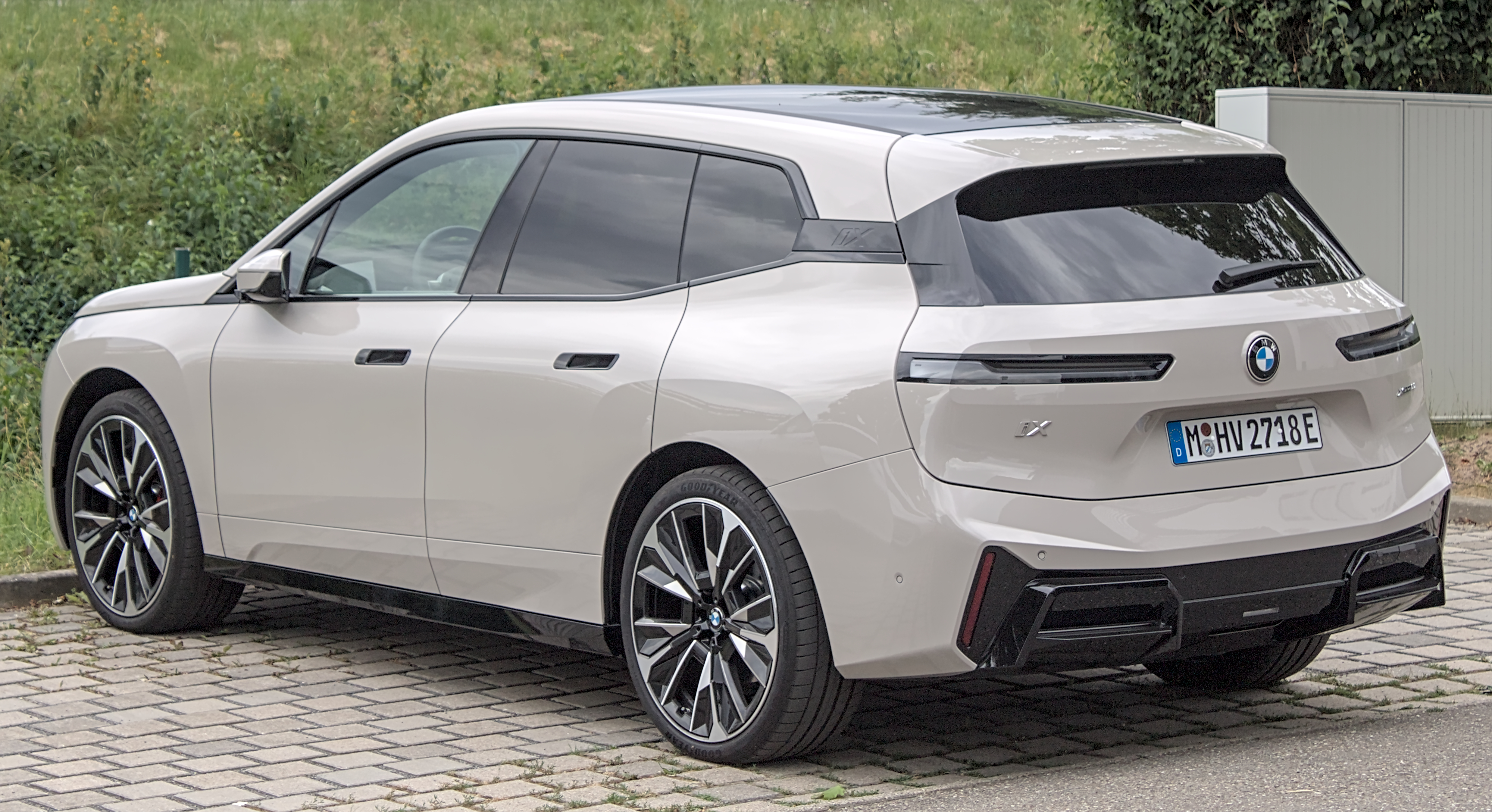
BMW iX (з 2025)

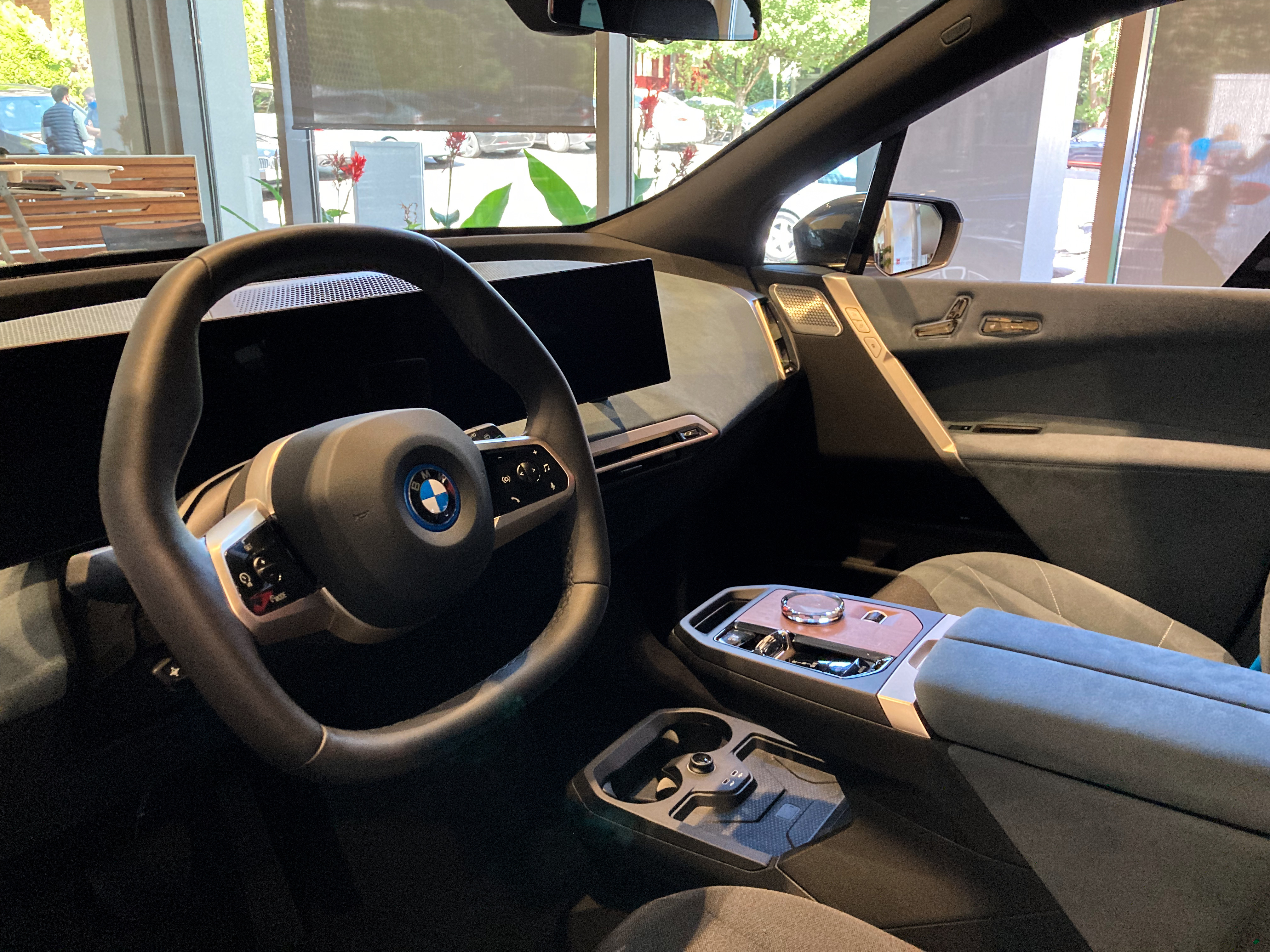
салон

Автомобіль збудовано на платформі Cluster Architecture (CLAR). Він оснащений 2-ма синхронними електродвигунами на постійних магнітах сумарною потужністю 503 к. с. і батареєю на 76,6 або 111,5 кВт·год, що дозволяє проїхати на одній зарядці до 425 або 630 км по циклу WLTP.
Зовні BMW iX подібний на концептуальний автомобіль BMW Vision iNext, що представлений на автосалоні у Парижі 2018 року.
Габаритні розміри електрокросовера на рівні BMW X5.
Автомобіль оснащений мультимедійним комплексом iDrive 8. Він складається з вигнутого 14,9-дюймового сенсорного дисплею інформаційно-розважальної системи та 12,3-дюймової панелі приладів.
Багажник iX має об'єм 1005 літрів. У авто відсутній передній вантажний відсік. Приємною деталлю став несподівано швидкий розгін від 0 до 100 всього за 3,8 секунди в максимальній версії M60. Молодші таким похвалитися не можуть, xDrive40 - 6,1 сек і xDrive50 - 4,6 сек

## Модифікації
- iX xDrive40 326 к. с., 630 Н·м, батарея (брутто/нетто) 76,6 / 74,1 кВт·год, пробіг 372—425 км по циклу WLTP, макс. продуктивність зарядки 150 кВт.
- iX xDrive50 523 к. с., 765 Н·м, батарея (брутто/нетто) 111,5 / 108,8 кВт·год, пробіг 549—633 км по циклу WLTP, макс. продуктивність зарядки 195 кВт.
- iX xDriveM60 619 к. с., 1100 Н·м, батарея (брутто/нетто) 111,5 / 108,8 кВт·год, пробіг 499—566 км по циклу WLTP, макс. продуктивність зарядки 195 кВт.

## Продажі
| Рік  | Європа | США    |
| ---- | ------ | ------ |
| 2021 | 4,131  |        |
| 2022 |        | 4,827  |
| 2023 |        | 12,026 |